# Biały Orzeł Lwów
Biały Orzeł Lwów – polski klub piłkarski z siedzibą we Lwowie. W sezonach 1932 i 1933 występował na zapleczu polskiej Ekstraklasy. Klub przestał istnieć wraz z wybuchem II wojny światowej.

## Historia
W latach 1928–1930 Biały Orzeł Lwów występował w Klasie B (ówczesny trzeci poziom ligowy) i dwukrotnie przystąpił do eliminacji o awans do Klasy A, w finałach podokręgu lwowskiego mierząc się ze Świtezią Lwów (zwycięstwo w 1928 przed porażką na dalszym etapie i porażka w 1929). Awans wywalczył w 1931 wyprzedzając w grupie finałowej Klasy B m.in. Czuwaj Przemyśl i Janinę Złoczów. Po utrzymaniu po meczach barażowych w sezonie 1932, klub spadł w 1933. Podczas występów na drugim szczeblu ligowym, Biały Orzeł rozegrał mecze m.in. ze znacznie wyżej notowanymi zespołami Lechii Lwów i Rewery Stanisławów. Po spadku na trzeci poziom (po reformie rozgrywek nazywany Klasą A) Biały Orzeł jeszcze dwukrotnie awansował do półfinałów, jednakże lepsze okazywały się Czuwaj Przemyśl (w 1934) i Kresy Tarnopol (w 1937).

## Poszczególne sezony
| Sezon     | Rozgrywki ligowe | Rozgrywki ligowe                 | Rozgrywki ligowe       | Uwagi                                                                                          |
| Sezon     | Liga             | Liga                             | Miejsce                | Uwagi                                                                                          |
| --------- | ---------------- | -------------------------------- | ---------------------- | ---------------------------------------------------------------------------------------------- |
| 1925      | IV               | Klasa C (Lwowski OZPN)           |                        |                                                                                                |
| 1926      | brak danych      | brak danych                      | brak danych            | brak danych                                                                                    |
| 1927      | IV               | II liga (gr. Lwów)               |                        |                                                                                                |
| 1928      | III              | Klasa B (Lwowski OZPN; gr. Lwów) |                        | Zwycięstwo w finale Klasy B podokręgu Lwów, porażka w finale Klasy B okręgu                    |
| 1929      | III              | Klasa B (Lwowski OZPN; gr. Lwów) |                        | Porażka w finale Klasy B podokręgu Lwów                                                        |
| 1930      | III              | Klasa B {Lwowski OZPN, gr. Lwów} |                        |                                                                                                |
| 1931      | III              | Klasa B {Lwowski OZPN, gr. Lwów} | 1                      | 1. miejsce w finale Klasy B i awans                                                            |
| 1932      | II               | Klasa A (Lwowski OZPN, gr. II)   | 6/7                    | 1. miejsce w grupie spadkowej i utrzymanie                                                     |
| 1933      | II               | Klasa A (Lwowski OZPN, gr. II)   | 7/7                    |                                                                                                |
| 1934      | III              | Klasa A (Lwowski OZPN, gr. Lwów} |                        | 3. miejsce w I grupie półfinałowej Klasy A                                                     |
| 1935      | III              | Klasa A (Lwowski OZPN, gr. Lwów) |                        |                                                                                                |
| 1936      | III              | Puchar Lwowskiego OZPN           | Puchar Lwowskiego OZPN | Klasy A nie rozgrywano, w jej miejsce dla drużyn Klasy A zorganizowano Puchar Lwowskiego OZPN. |
| 1936/1937 | III              | Klasa A (Lwowski OZPN, gr. Lwów) | 1/8                    | Porażka w półfinale Klasy A                                                                    |
| 1937/1938 | III              | Klasa A (Lwowski OZPN, gr. Lwów) |                        |                                                                                                |
| 1938/1939 | III              | Klasa A (Lwowski OZPN, gr. Lwów) |                        |                                                                                                |